# Octopus balboai
Octopus balboai ist ein Kopffüßer aus der Gattung der Oktopusse. Er lebt im Pazifischen Ozean. Erstmals beschrieben wurde die Art von Gilbert L. Voss im Jahr 1971.

## Etymologie
Das Artepitheton balboai ehrt Vasco Núñez de Balboa, den ersten Europäer, der den Golf von Panama erblickte.

## Merkmale
Octopus balboai ist bisher nur von einem einzelnen konservierten Tier bekannt, das aus der Sammlung des US-Nationalmuseum stammt. Lebende Tiere wurden bislang noch nicht untersucht. Alle bekannten Merkmale beziehen sich daher auf dieses Exemplar.

### Anatomie
Octopus balboai hat eine Mantellänge von 34 Millimeter. Die Gesamtlänge beträgt 143,5 Millimeter. Der Mantel knickt nach hinten ab und hat eine länglich-ovale Form. Das Ende des Mantels ist stumpf und eiförmig. Der breiteste Punkt befindet sich mittig. Der Kopf hat eine geringere Breite als der Mantel und ist durch eine Engstelle im Halsbereich von dem Mantel getrennt. Die Mantelöffnung ist von mäßiger Größe.
Die Länge der Arme variiert stark. Der kürzeste Arm ist circa 50 Millimeter lang, der längste Arm wurde bei Untersuchungen mit 88 Millimeter gemessen. Die Arme sind mit zwei Reihen von Saugnäpfen besetzt, die dicht aneinander liegen. Die Saugnäpfe sind zwar verhältnismäßig groß, aber keiner von ihnen ist auffällig vergrößert. Charakteristisch für diese Art jedoch sind bei männlichen Tieren die modifizierten Saugnäpfe im distalen Drittel aller Arme. Bei Männchen betrifft dies auch den Hectocotylus, der von dem dritten rechten Arm gebildet wird. Die fleischigen Ränder dieser veränderten Saugnäpfe sind umringt mit kleinen spitzen Vorsprüngen aus warzenartigen Auswüchsen, genannt Papillen. Diese sind nur zu beobachten, wenn sich die Arme in Flüssigkeit befinden. Die Papillen stehen dann deutlich ab und geben den Saugnäpfen ein stern- oder blütenartiges Aussehen. Die Veränderung betrifft nur die Ränder der Saugnäpfe, die starr sind und von ihrer Form nicht verändert werden können. Forscher vermuten hinter den modifizierten Armen einen sexuellen Charakter, ähnlich wie bei Arten der Gattung Eledone. Diese Vermutung konnte bisher aber noch nicht nachgewiesen werden, da bisher noch keine weiblichen Tiere untersucht wurden. Der hectocotyluse Arm der Männchen ist kurz, versehen mit einer stark eingekrümmten ventralen dünnen Haut, die die Spermatophore-Rille bildet. Die Ligula ist klein und von schlanker spitzer Form. Die Länge beträgt fünf Millimeter. Der Calmus ist kurz und dick. Er steht deutlich aufrecht. Der Penis ist groß und hat die Form eines Halbmondes. An Mittelpunkt dessen Ausgang beginnt der Verlauf der Spermatophore-Rille, die sich über den Hectocotylus erstreckt.
Die Velarhaut ist dürftig ausgebildet. Sie befindet sich nur zwischen den einzelnen Armen, auf den Tentakeln selber ist sie nicht vorhanden. Sie ist unterschiedlich ausgebildet, die Abweichungen sind aber sehr gering. Octopus balboai hat lange Arme, die an ihren Basen kräftig sind und sich zu langen, schlanken Spitzen verjüngen.
Die Kiemen besitzen sechs Lamellen pro Demibranch. Das Trichterorgan ist klein aber kräftig. Es hat ein W-förmiges Aussehen und liegt auf seiner halben Länge frei. An den Enden ist es von dicker Erscheinung mit schmalen spitzen Auswucherungen bedeckt. Ein Tintenbeutel ist vorhanden und befindet sich tief in der Leber eingebettet. Der Ausscheidungskanal verbindet sich mit dem Rektum in der Nähe der Analöffnung.

### Aussehen
In Alkohol getaucht hat der Körper einen violett-braunen Farbton. Auf der Rückseite des Mantels ist Octopus balboai mit schwach schillernden violetten Flecken bedeckt.
Die Haut ist an den Armen, auf dem Kopf und dem Rücken des Mantels mit kleinen bis großen einfachen Papillen bedeckt. Die größten befinden sich auf der Manteloberfläche. Die Augenränder sind ebenfalls mit Papillen besetzt. Diese bilden einzelne Gruppen und liegen eng aneinander. Sie bilden jedoch keinen okularen Cirrus.

## Verbreitung und Lebensraum
Octopus balboai kommt im Pazifischen Ozean an den Küsten von El Salvador und Panama vor, wo er gezeitenabhängig in intertidalen oder flachen subtidalen Küstenzonen lebt.

## Systematik
Molekulare Studien zeigen, dass zur Zeit innerhalb der Gattung Octopus zahlreiche verschiedene Gattungen vertreten sind. Der taxonomische Status von balboai ist bisher ungeklärt und aussagekräftige Untersuchungen sind noch nicht abgeschlossen. Die Zuordnung der Art zu einer Gattung steht noch aus. Bis abschließende Ergebnisse vorliegen, wird die Art als Octopus balboai geführt, von Jereb und Kollegen wird der Gattungsname deshalb in Apostroph gesetzt (‘Octopus balboai’).